# Chong Kal
Chong Kal es uno de los cinco distritos que forman la provincia camboyana de Oddar Mean Chey, con una población estimada en marzo de 2008 de 21 749 habitantes. Está dividido en las siguientes  comunas (khum), que se muestran asimismo con población estimada de 2008:
- Cheung Tien 3,952
- Chong Kal 7,651
- Krasang 5,110
- Pongro 5,036[1]